# Título de agregado
O título de agregado (também referido como habilitação noutros países) é um título académico atribuído pelas universidades e institutos universitários portugueses que atesta a qualidade do currículo académico, profissional, científico e pedagógico, a capacidade de investigação e a aptidão para dirigir e realizar trabalho científico independente.
O título de agregado não é um grau académico (como a licenciatura, o mestrado ou o doutoramento), mas sim um título académico necessário para a progressão na carreira docente universitária e politécnica.
No ensino universitário, o título de agregado é obrigatório para aceder à categoria de professor catedrático.
No ensino politécnico, o título de agregado é obrigatório para aceder à categoria de professor coordenador principal.

## Regulamentação
O título académico de agregado encontra-se regulado pelo Decreto-Lei n.º 239/2007, de 19 de junho.

## Atribuição
O título académico de agregado é atribuído num ramo do conhecimento ou numa sua especialidade, mediante a aprovação em provas públicas.
As provas são constituídas:
- Pela apreciação e discussão do currículo do candidato, incidindo especialmente:
  - Sobre a actividade relevante de investigação, formação ou orientação avançadas e sobre a autoria de trabalhos científicos de qualidade reconhecida desenvolvidos após a obtenção do grau de doutor;
  - Sobre as suas actividades de investigação presentes e projectos e programas de trabalho futuros;
  - Sobre outros aspectos relevantes no currículo, designadamente a sua obra pedagógica, a orientação de dissertações e teses no âmbito de mestrados e doutoramentos, a difusão do conhecimento e da cultura e a prestação de serviços à comunidade;
- Pela apresentação, apreciação e discussão de um relatório sobre uma unidade curricular, grupo de unidades curriculares, ou ciclo de estudos, no âmbito do ramo do conhecimento ou especialidade em que são prestadas as provas;
- Por um seminário ou lição sobre um tema dentro do âmbito do ramo do conhecimento ou especialidade em que são prestadas as provas, e sua discussão.[1]

## Carta de agregação
O título académico de agregado é titulado por uma carta de agregação emitida pela instituição de ensino superior que o conferiu.

## Legislação
- Regime Jurídico das Instituições de Ensino Superior, aprovado pelaLei n.º 62/2007, de 10 de setembro.
- Regime jurídico do título de agregado, aprovado pelo Decreto-Lei n.º 239/2007, de 19 de junho.
- Estatuto da Carreira Docente Universitária na redação dada pelo Decreto-Lei n.º 205/2009, de 31 de agosto.<
- Estatuto da Carreira do Pessoal Docente do Ensino Superior Politécnico na redação dada pelo Decreto-Lei n.º 207/2009, de 31 de agosto.